# Daniel I (patriarcha Rumunii)
Daniel I (patriarcha Rumunii), imię świeckie Dan Ilie Ciobotea (ur. 22 lipca 1951 we wsi Dobrești, okręg Temesz) – patriarcha Rumunii, od 2007 zwierzchnik Rumuńskiego Kościoła Prawosławnego.

## Życiorys
Był trzecim dzieckiem nauczyciela Alexa i Stelli. Po ukończeniu w 1970 liceum im. Coriolana Bradiceanu w Lugoju, studiował w Instytucie Teologicznym w Sybinie, uzyskując w 1974 licencjat z teologii. Studia kontynuował na Wydziale Teologii Protestanckiej w Strasburgu i na Wydziale Teologii Katolickiej w niemieckim Fryburgu.
15 czerwca 1979 na Wydziale Teologii Protestanckiej w Strasburgu obronił doktorat pt. „Réflexion et vie chrétiennes aujourd'hui. Essai sur le rapport entre la théologie et la spiritualité”. Rok później obronił doktorat z teologii prawosławnej w Instytucie Teologii Uniwersytetu w Bukareszcie na podstawie rozprawy: Teologie și spiritualitate creștină. Raportul dintre ele și situația actuală. W latach 1980–1986 prowadził wykłady w Instytucie Ekumenicznym w szwajcarskim Bossey. Po powrocie do kraju, 6 sierpnia 1987 złożył śluby zakonne w monasterze Sihăstria i przyjął imię zakonne Daniel. Wkrótce potem został dyrektorem Wydziału Teologii i Współczesnej i Dialogu Ekumenicznego, działającego przy rumuńskim patriarchacie. Na hieromnicha wyświęcił go 15 sierpnia 1987 patriarcha rumuński Teoktyst, w monasterze Putna. W 1988 otrzymał godność archimandryty, obejmując zwierzchnictwo w monasterze, w którym został postrzyżony na mnicha.
4 marca 1990 w soborze Trzech Świętych Hierarchów w Timișoarze dokonano chirotonii biskupiej Daniela, po której otrzymał godność biskupa pomocniczego w archieparchii Timișoara z tytułem biskupa Lugoj. Cztery miesiące później został w bardzo młodym wieku, jak na warunki rumuńskie, arcybiskupem, metropolitą Mołdawii i Bukowiny. W 1992 już jako profesor teologii rozpoczął wykłady na Wydziale Teologii Prawosławnej uniwersytetu w Jassach.
Jako metropolita Mołdawii, na terenie swojej archidiecezji rozwinął sieć placówek, zajmujących się pomocą dla najuboższych, był także inicjatorem powstałego w 1998 Radia Trinitas. 
12 września 2007 został wybrany nowym patriarchą Rumuńskiego Kościoła Prawosławnego. W głosowaniu pokonał metropolitę Cluju, Bartłomieja, uważanego za tradycjonalistę. Daniel w przeciwieństwie do niego ma opinię modernisty i dobre kontakty z katolikami, sięgające okresu, kiedy wykładał w Bossey. W gronie jego przyjaciół jest m.in. katolicki kardynał Christoph Schönborn. Mimo podejrzeń, co do domniemanej współpracy Daniela z Securitate, Rada Narodowa d.s. Zbadania Archiwów Securitate (CNSAS) wydała oświadczenie zaprzeczające tym podejrzeniom.
Intronizacja nowego patriarchy odbyła się 30 września 2007 w Bukareszcie.
W czerwcu 2016 r. przewodniczył delegacji Patriarchatu Rumuńskiego na Sobór Wszechprawosławny na Krecie.

## Nagrody
Odznaczenia
- Order Księcia Jarosława Mądrego I klasy – Ukraina (2013)[4]

Wyróżnienia
- Tytuł doktora honoris causa Chrześcijańskiego Uniwersytetu Dimitrie Cantemira w Bukareszcie (22 marca 2016)[5].

## Dzieła
- 1996: Atât de mult a iubit Dumnezeu lumea...
- 2001: Confessing the Truth in Love – Orthodox Perceptions of Life, Mission and Unity
- 2004: Luptător jertfelnic și ctitor darnic – lucrarea harului în viața Sfântului Voievod Ștefan cel Mare
- 2005: Făclii de Înviere – Înțelesuri ale Sfintelor Paști
- 2005: Recunoștință și reînnoire